# Keiino
Keiino (muitas vezes estilizado como KEiiNO; pronunciado como kæino) é um supergrupo norueguês que consiste no compositor, rapper Sámi e joiker Fred Buljo e os noruegueses cantores Alexandra Rotan e Tom Hugo. O grupo foi criado no final de 2018, em preparação para a participação no Melodi Grand Prix 2019.

## História e Carreira
O grupo foi criado no final do verão de 2018, quando Tom Hugo Hermansen e seu marido Alex Olsson começaram a escrever "Spirit in the Sky", uma canção inspirada em lutas históricas pela igualdade. Mais tarde, eles se juntaram ao rapper e joiker Fred-René Buljo e à cantora Alexandra Rotan. O nome do grupo KEiiNO foi inspirado no nome da cidade natal de Buljo, Kautokeino (Sami do Norte: Guovdageaidnu). A última parte -geaidnu traduz para "caminho" ou "estrada", que declara Buljo; "Representa a estrada que nos uniu", em entrevista à TV 2. Em uma entrevista com a mídia centrada na minoria Kven Ruijan Kaiku, Fred Buljo revelou sua ascendência Kven/finlandesa e que eles trabalharam com um produtor finlandês e, portanto, chegaram ao nome keino, a variante Kven geaidnu para "caminho" em Sami do Norte (Kautokeino é Koutokeino na língua Kven). Alexandra Rotan explicou que cada um tinha sua própria carreira antes de KEiiNO, mas foi KEiiNO que lhes mostrou o caminho para o sucesso.
Como resultado da vitória do Melodi Grand Prix 2019, o grupo representou a Noruega no Festival Eurovisão da Canção 2019 com a música "Spirit in the Sky". Na segunda semifinal, realizada em 16 de Maio de 2019, eles se classificaram para a final. Na fase final, a sua candidatura obteve a maior pontuação do televoto do público europeu com um total de 291 pontos, embora ainda combinada com a menor pontuação dos grupos de júris terminou na 6ª posição, com 331 pontos.
Em Maio em 2020, o grupo lançou seu primeiro álbum de estúdio, OKTA. O álbum alcançou a posição 30 na parada norueguesa.
Em 11 de Janeiro de 2021, foi anunciado que KEiiNO participaria na final do Melodi Grand Prix 2021 com a música pré-qualificada "Monument". A música foi lançada à meia-noite (CET) do dia 15 de Janeiro de 2021 e a apresentação de estreia da música foi realizada durante a primeira semifinal do Melodi Grand Prix 2021 em 16 de Janeiro de 2021.

## Discografia

### Álbuns
| Título | Detalhes                                                                                          | Melhores posições | Melhores posições |
| Título | Detalhes                                                                                          | NOR               | UK Down.          |
| ------ | ------------------------------------------------------------------------------------------------- | ----------------- | ----------------- |
| OKTA   | - Lançado: 8 de Maio de 2020 - Selo: Hugoworld AS - Formatos: físico, download digital, streaming | 30                | 63                |

### Singles
| Título                                                                             | Ano  | Melhores posições | Melhores posições | Melhores posições | Melhores posições | Melhores posições | Melhores posições | Melhores posições | Melhores posições | Melhores posições | Álbum            |
| Título                                                                             | Ano  | NOR               | AUT               | BEL (FL) Tip      | IRE               | NLD               | SCO               | SWE               | SWI               | UK                | Álbum            |
| ---------------------------------------------------------------------------------- | ---- | ----------------- | ----------------- | ----------------- | ----------------- | ----------------- | ----------------- | ----------------- | ----------------- | ----------------- | ---------------- |
| "Spirit in the Sky"                                                                | 2019 | 1                 | 61                | 19                | 84                | 55                | 7                 | 33                | 7                 | 61                | OKTA             |
| "Shallow"                                                                          | 2019 | —                 | —                 | —                 | —                 | —                 | —                 | —                 | —                 | —                 | Single sem álbum |
| "Praying"                                                                          | 2019 | —                 | —                 | —                 | —                 | —                 | —                 | —                 | —                 | —                 | OKTA             |
| "Vill ha dig"                                                                      | 2019 | —                 | —                 | —                 | —                 | —                 | —                 | —                 | —                 | —                 | Single sem álbum |
| "Dancing in the Smoke"                                                             | 2019 | —                 | —                 | —                 | —                 | —                 | —                 | —                 | —                 | —                 | OKTA             |
| "Colours"                                                                          | 2020 | —                 | —                 | —                 | —                 | —                 | —                 | —                 | —                 | —                 | OKTA             |
| "Black Leather" (feat. Charlotte Qamaniq)                                          | 2020 | —                 | —                 | —                 | —                 | —                 | —                 | —                 | —                 | —                 | OKTA             |
| "Would I Lie" (feat. Electric Fields)                                              | 2020 | —                 | —                 | —                 | —                 | —                 | —                 | —                 | —                 | —                 | OKTA             |
| "I Wanna Dance with Somebody (Who Loves Me)"                                       | 2020 | —                 | —                 | —                 | —                 | —                 | —                 | —                 | —                 | —                 | Single sem álbum |
| "Transarctic Lover" (feat. Sordal)                                                 | 2020 | —                 | —                 | —                 | —                 | —                 | —                 | —                 | —                 | —                 | Single sem álbum |
| "A Winter's Night"                                                                 | 2020 | —                 | —                 | —                 | —                 | —                 | —                 | —                 | —                 | —                 | Single sem álbum |
| "Monument"                                                                         | 2021 | 28                | —                 | —                 | —                 | —                 | —                 | —                 | —                 | —                 | Single sem álbum |
| "—" indica uma gravação que não foi traçada ou não foi lançada naquele território. |      |                   |                   |                   |                   |                   |                   |                   |                   |                   |                  |